# Buckshot LeFonque
Buckshot LeFonque was een Amerikaanse muziekgroep die heeft bestaan vanaf 1990 tot en met 1997. 

## Inleiding
Leider van de band was Branford Marsalis. De naam van de band is ontleend aan het pseudoniem "Buckshot LeFonque" van Cannonball Adderley, Cannonball Adderley gebruikte zijn pseudoniem voor het album Here Comes Louis Smith. Marsalis, fan van de muziek van Cannonball Adderley, had gespeeld met diverse artiesten zoals Sting en Miles Davis toen hij als gevolg daarvan muziek wilde spelen die een mengeling was van de muzikale stromingen, die hij eerder had gespeeld. De muziek van Buckshot LeFonque is een mengeling van jazz, rock, popmuziek, R&B en hip-hop. De band kwam tot een tweetal albums en een viertal singles. De single Another day stond 27 weken in de Nederlandse Single Top 100. Het sleepte het album Music evolution mee naar 26 weken Nederlandse Album Top 100.
Gedurende het bestaan van de band was het een komen en gaan van musici:
- Branford Marsalis – MC, uiteraard ook tenorsaxofoon, altsaxofoon en sopraansaxofoon
- Frank McComb - toetsinstrumenten en zang
- 50 Styles:The Unknown Soldier, Ricky Dacosta - rappers
- Joey Calderazzo – toetsinstrumenten, eerste toer
- Kermith Campbell - toetsinstrumenten voordat McComb beschikbaar was
- Russell Gunn - trompet
- John Touchy – trombone, eerste toer
- Carl Burnett – akoestische en elektrische gitaar
- Reggie Washington – contrabas en basgitaar eerste deel van de eerste toer
- Reginald Veal – idem; tweede deel van de eerste toer
- Eric Revis – idem; tweede toer
- DJ Apollo – draaitafel op "Wheels O Steel"
- DJ Premier – draaitafels, beats, elektronische drums en muziekproducent
- Rocky Bryant – slagwerk en percussie, samples
- Mino Cinelu – percussien; eerste toer
- Black Heart the group – rappers; eerste toer

## Discografie

### Albums
| Album met eventuele hitnotering(en) in de Nederlandse Album Top 100 | Datum van verschijnen | Datum van binnenkomst | Hoogste positie | Aantal weken | Opmerkingen |
| ------------------------------------------------------------------- | --------------------- | --------------------- | --------------- | ------------ | ----------- |
| Music Evolution                                                     | 1997                  | 16-08-1997            | 17              | 26           |             |

### Singles
| Single met eventuele hitnotering(en) in de Nederlandse Top 40 | Datum van verschijnen | Datum van binnenkomst | Hoogste positie | Aantal weken | Opmerkingen                |
| ------------------------------------------------------------- | --------------------- | --------------------- | --------------- | ------------ | -------------------------- |
| Another Day                                                   | 1997                  | 30-08-1997            | 4               | 14           | Nr. 5 in de Single Top 100 |

| Single met hitnotering(en) in de Vlaamse Ultratop 50 | Datum van verschijnen | Datum van binnenkomst | Hoogste positie | Aantal weken | Opmerkingen |
| ---------------------------------------------------- | --------------------- | --------------------- | --------------- | ------------ | ----------- |
| Another Day                                          | 1997                  | 22-11-1997            | 46              | 2            |             |

### NPO Radio 2 Top 2000
| Nummer met noteringen in de NPO Radio 2 Top 2000 | '99 | '00 | '01  | '02  | '03  | '04  | '05  | '06  | '07  | '08  | '09-'10 | '11  | '12  | '13  |
| ------------------------------------------------ | --- | --- | ---- | ---- | ---- | ---- | ---- | ---- | ---- | ---- | ------- | ---- | ---- | ---- |
| Another Day (Buckshot LeFonque)                  | 719 | 779 | 1740 | 1171 | 1495 | 1637 | 1840 | 1829 | 1948 | 1695 | -       | 1976 | 1935 | 1748 |

1. ↑  Een '-' betekent dat het nummer niet was genoteerd en een vetgedrukt getal geeft de hoogste notering aan.
2. ↑  Deze tabel is bijgewerkt tot en met de laatste editie (2024).

### Soundtracks
- "Jazz thing" met Gang Starr voor Mo' Better Blues (1990)
- "Reality check" voor Clockers (1995)
- "Some cow fonque (More tea, Vicar?)" voor Men in Black (1997)